# Stazione di Emerson Park
La stazione di Emerson Park è una stazione situata lungo la ferrovia Romford-Upminster, a servizio di Emerson Park, quartiere del borgo londinese di Havering.

## Movimento
La stazione è servita dalla linea Liberty della London Overground, operati da Arriva Rail London per conto di Transport for London.

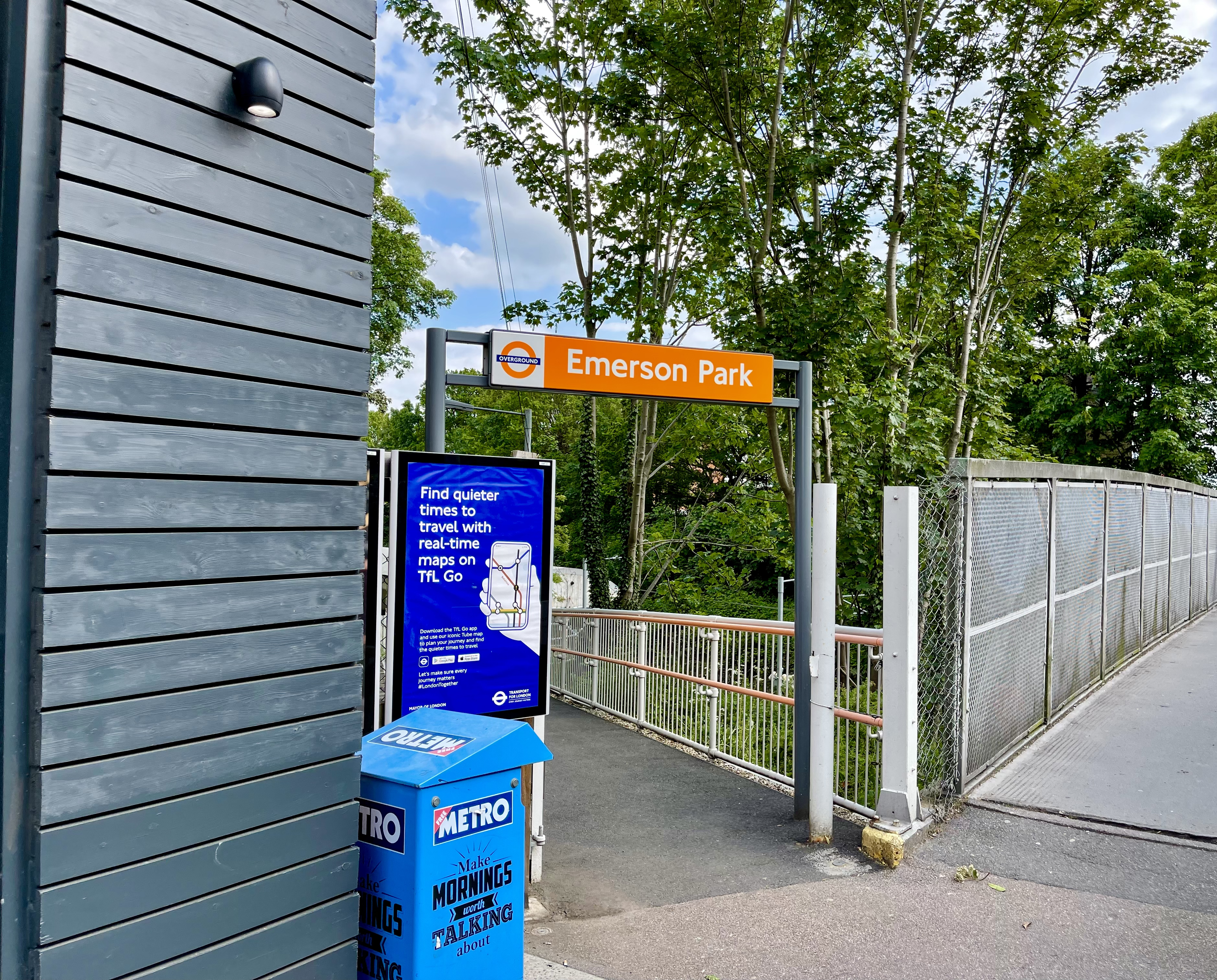
Ingresso della stazione

## Interscambi
Nelle vicinanze della stazione effettuano fermata alcune linee automobilistiche, gestite da London Buses.
- Fermata autobus